# 精神障害者保健福祉手帳

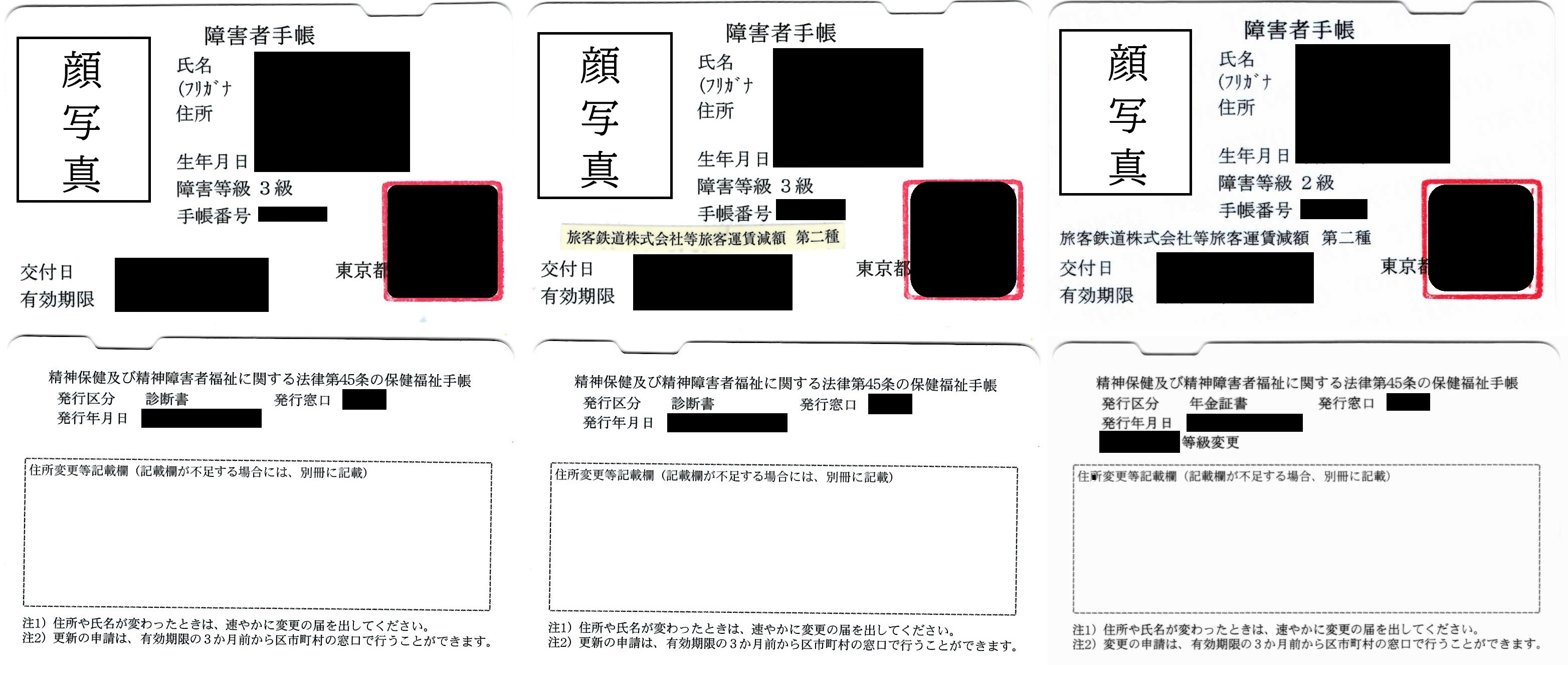
東京都発行の精神障害者保健福祉手帳（一部）（JRの割引区分が追加される前の形式であるが、現在は手帳番号と交付日の間に、旅客運賃割引のシールが貼付されつつある）

精神障害者保健福祉手帳（せいしんしょうがいしゃほけんふくしてちょう）は、精神障害者に対する手帳。障害者手帳の1つ。
1995年（平成7年）に改正された精神保健及び精神障害者福祉に関する法律（精神保健福祉法）第45条に規定された。

## 解説
3級、2級、1級の障害等級(手帳には障害者等級と書かれる)がある。有効期限がある。自立支援医療 (精神通院医療)で申請・取得・更新をする。A3用紙1枚、若しくは書式に準拠してコンピュータで出力したA4版2枚の診断書に基づき、診断書が書かれた時点での申請した当事者の能力障害、機能障害（精神疾患）の状態を精神保健福祉センターが判断し、手帳の支給・不支給ならびに、支給の場合は等級が決定される。等級変更時は新しい手帳が支給される。不支給や、支給された場合でも等級に不服がある場合は、期日以内であれば再申請や不服申し立てができる。新規申請の場合も、手帳を更新する場合も、必ず審査を受ける。1回の更新で2年。精神保健指定医その他精神障害の診断または治療に従事する医師による診断書の日付は、精神障害に係る初診日から6カ月を経過している必要がある。更新の場合、有効期限の3か月前から申請可能。審査を行い、等級が決定されれば精神障害者保健福祉手帳を、等級に非該当となった場合は、不承認通知書が都道府県から交付される。
障害者基本法第2条に規定された障害者（身体障害・知的障害・精神障害（発達障害を含む）が支援される。発達障害者は、ICD-10（疾病及び関連保健問題の国際統計分類）の「第5章:精神と行動の障害（F00-F99）」に含まれる。
国民年金の第1号・第2号被保険者の両方が持てる手帳である。医療内容は「重度かつ継続」となる。この手帳を所持している当事者を雇用した企業やその他法人へ、日本国政府からの補助金支給などの措置も行われている。
諸事情で更新や申請をしない場合、または申請をしても不支給の認定を受けた場合は有効期限満了で手帳が効力を失う。手帳が失効した場合は、都道府県知事が記載する精神障害者保健福祉手帳交付台帳から個人記録は削除される。即ち障害者としての公式な認定は無くなるが過去の交付及び返還の記録はずっと残される。
手帳は、他人へ貸与ならびに譲渡できない。
都道府県知事には、あらかじめ指定された医師の診断に基づいて、精神障害の状態にないと判断した場合は手帳の返還を命令できる権限がある。また、申請を受け、精神障害と認定せず、手帳を支給しない場合は都道府県知事は申請者に理由を通知する義務がある。

## 様式
手帳の表紙には「障害者手帳」とのみ表示され、表紙を見ただけでは、精神障害者の手帳であることが分からないようになっている。これは被交付者のプライバシーに配慮したもので、他の障害者に比べ精神障害者に対する偏見が深刻である点に鑑みて決定された。
手帳には証明写真が貼付される。これは2006年（平成18年）10月1日申請分から改訂されたもので、当初は既存の2制度と異なり、顔写真を手帳に載せなかった。性別の記載がある旧様式の手帳は、2014年4月以降に更新すると性別の記載がない新様式に更新された。
写真添付を任意としている場合、写真添付欄に都道府県のシールプレスが押印される。特記はないが別途写真付きの証明書の提示を求められる。

## 対象疾患
厚生省（現・厚生労働省）保健医療局長通知「精神障害者保健福祉手帳の障害等級の判定基準について」（1995年9月12日発、2011年3月3日最終改正）の「精神障害者保健福祉手帳障害等級判定基準の説明」によると下記の疾患が対象である。
- 統合失調症
- 気分（感情）障害
- 非定型精神病
- てんかん
- 中毒精神病（有機溶剤などの産業化合物、アルコールなどの嗜好品、麻薬、覚醒剤、コカイン、向精神薬などの医薬品）
- 器質性精神障害（高次脳機能障害を含む）
- 発達障害（心理的発達の障害、小児（児童）期及び青年期に生じる行動及び情緒の障害）
- その他の精神疾患（発達障害を含み、精神遅滞を伴うものを除く）

※その他の精神疾患にはICD－10に従えば「神経症性障害、ストレス関連障害及び身体表現性障害」、「成人のパーソナリティおよび行動の障害」、「生理的障害および身体的要因に関連した行動症候群」等を含んでいる（分類は精神疾患の項を参照）。

## 等級
「精神保健及び精神障害者福祉に関する法律施行令」によって、精神障害の状態は障害等級毎に下記とされる。
| 障害等級 | 精神障害の状態                                                                                                 |
| -------- | --- |
| 一級     | 日常生活の用を弁ずることを不能ならしめる程度のもの                                                             |
| 二級     | 日常生活が著しい制限を受けるか、又は日常生活に著しい制限を加えることを必要とする程度のもの                     |
| 三級     | 日常生活若しくは社会生活が制限を受けるか、又は日常生活若しくは社会生活に制限を加えることを必要とする程度のもの |

本手帳と障害年金は別の制度であり、本手帳の等級が1級であるから障害基礎年金は確実に1級と認定される保証はない。障害基礎年金の判定業務は日本年金機構（旧社会保険庁）が行う。障害年金の受給者は、医師の診断書の代わりに年金証書の提示で年金と同じ等級の手帳の交付を受けられる。このため、実用上は本手帳の等級が障害年金の等級を下回ることはないと言える。それ以外は都道府県及び政令指定都市による手帳等級の判定格差もあり、本手帳と障害年金の等級の関係は一概には言えない。

### 判定
判定業務は、都道府県か政令指定都市の精神保健福祉センター（地域によっては、名称を「精神医療センター」としているところもある）が行う。
判定基準は、平成7年9月12日健医発第1133号厚生省保健医療局長通知「精神障害者保健福祉手帳の障害等級の判定基準について」の中に書かれている「精神障害者保健福祉手帳障害等級判定基準」による。判定材料は申請時に提出された診断書をよりどころにしている。判定基準は「精神疾患（機能障害）の状態」と「能力障害の状態」の各指標で構成されている。

## 扶助・優遇・支援の内容
等級や各発行自治体により異なるが、共通して下記の福祉施策が実施されている。
- 税金関連。給与所得者及びその家族の所得税・住民税は「給与所得者の扶養控除等の（異動）申告書」に障害者（あるいはその扶養者）がその旨を年末調整で雇用主に明示して提出する場合以外[注 3]、確定申告等で申告する必要あり。
  - 障害者控除（所得税・住民税、相続税） - 1級は特別障害者となり、控除額が加算される。
  - 贈与税の非課税（1級所持者・6000万円まで）
  - 個人事業税減免
  - 自動車税・軽自動車税・自動車取得税減免（1級のみ）
  - 預金利子所得等への非課税適用（マル優・要申請・合計350万円まで）
  - 日本国債や地方債等の利子非課税制度（特別マル優・要申請・合計350万円まで）
  - 宮島訪問税の免除[9]
- 生活保護障害者加算（1・2級）
- ふれあい案内（NTTにおける電話番号案内の料金免除。要申請）
- 駐車禁止除外指定車標章の交付（1級のみ・住所所轄の警察署の交通課にて申請）
- タクシー券の交付（地方公共団体によって異なる）
- 公共交通機関の割引（後述）
- 国立などの博物館[10]・美術館・水族館[11]などの施設入場料金免除

自治体における福祉サービスは、自治体運営交通機関の運賃減免・公共施設や駐車場等の利用料減免・公共図書館の貸出点数および期間の加算・地方公共団体運営の公営住宅への入居優先などがある。
NHKでは受信料の免除制度が設けられている（1級、もしくは等級を問わず世帯全員が住民税非課税の場合）。
民間事業者によっては原則、写真を貼付した手帳原本所持者に限るが、携帯電話料金（携帯電話料金の障害者割引を参照）、映画館や劇場の入場料、テーマパークや遊園地、展望台入場料、カラオケボックス、ボウリング場、日帰り温泉と言った娯楽施設等において割引制度を設けている場合がある。等級によって免除・割引率が違う場合もあるが、民間福祉サービスにおいては、概ね他手帳や等級における変化はない（公共交通は後述）一方、日本郵便の青い鳥郵便葉書の無償配布は、重度の身体障害者・知的障害者が対象であり、軽度の障害者や精神障害者は対象外としている。
手帳を提示することにより受けられる優遇対象は、公的負担が無ければ運営側の持ち出しであり、実質的な優遇内容は映画興業など業界団体及び、カラオケボックスのような運営事業者の理解、各自治体の施設・制度及び自治体が依頼する努力度合に依存する。そのため制度の適用範囲に自治体間で相違があり、他地域へ転居した場合など、他の自治体発行手帳では利用できない福祉サービスや地域によっての適用範囲の差も存在する。なお基本的には施設の意思で決定するが、東京ディズニーリゾートは当初「入場するゲストの扱いは（全ての障害者においても）同様で、アトラクションの待ち時間等で配慮する」と言う立場から、支援者や手帳所持者の要望により割引が制定された例もある。
また株式会社ミライロの事業としてはじめたスマートフォンアプリのミライロIDがマイナポータルの障害者情報と目視で連携している。そのため、施設や交通機関で手帳の代わりに呈示して割引を受けられるケースが増えているが、一部の交通機関では精神障害者の運賃割引証明として使用できない。
これまで精神障害者は、法定雇用率の対象とされていなかったが、2006年（平成18年）4月1日の障害者自立支援法施行に伴い、精神障害者保健福祉手帳所持者については法定雇用率の対象とされるようになった。2012年（平成24年）には、雇用の義務付けの方針が厚生労働省内で定まり、2018年（平成30年）4月1日より雇用義務の対象に加わった。

### 交通機関の割引

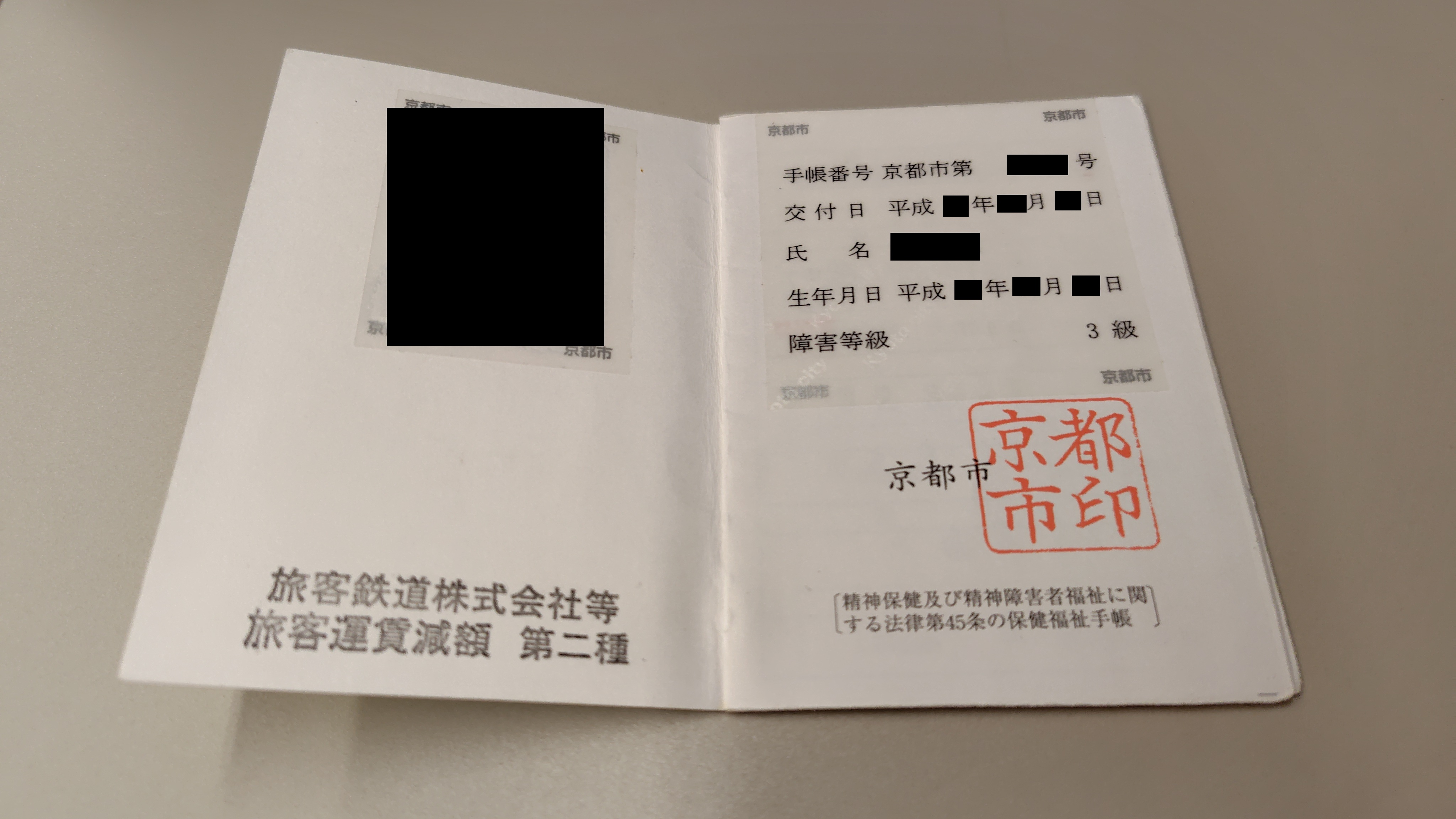
JRの「旅客運賃減額」の旨追記された精神障害者保健福祉手帳（当該ページ、京都市発行）
新しい様式の手帳に変更されるまではスタンプやシールでの対応が行われた

交通機関では身体障害者・知的障害者と同等の割引を実施している場合もあるが、精神障害者のみ対象外としている場合もある。JR・大手私鉄全社については、2025年（令和7年）4月1日までに精神障害者に対する割引制度が導入された。

## 発達障害者・知的障害者の手帳取得
厚生労働省は従来より発達障害は精神障害の範疇としていた。同省の通知では申請用診断書に発達障害に当たるICD-10カテゴリーF80-F89、F90-F98の記入が可能である。
参考までに、都道府県または政令指定都市によっては、知的障害者向けの障害者手帳である療育手帳の取得が可能な場合がある。日本は、発達障害者専門の障害者手帳はない。
手帳自体には知能検査の診断から、50～69程度と生活年齢の遅れで、軽度の知的障害がみられる場合も多い。最近では知的障害者に配慮した福祉サービスも行われている。。
精神障害者福祉手帳は、等級に関わらず更新は３ヶ月以内に手帳更新に必要な診断書を指定医療機関に通い、精神科医に書いてもらい、担当する窓口で診断書を提出し、手帳の更新手続きを行う。等級変更時は顔写真も提出する。3級は最大18年、2級は最大10年更新して手帳を所持出来る。

## 交付台帳の整備
都道府県知事は精神障害者保健福祉手帳交付台帳を備えて、手帳の交付に関する事項を記載する義務がある。精神障害者保健福祉手帳を返還をするか死亡した場合、記載された事項は削除される。記載される個人情報は精神障害者の氏名、住所及び生年月日、障害等級、精神障害者保健福祉手帳の交付番号、交付年月日及び有効期限、精神障害者保健福祉手帳の再交付をしたときは、その年月日及び理由である。

## 制度の諸問題

### 制定時の問題
一部の精神障害者患者会が、当時の大きな圧力団体である全国精神障害者家族会連合会および全国精神障害者団体連合会が、厚生省に要望して強引に制定したとの証言がある。また病者総番号制、結局精神病者分断（行政に都合の良い精神病者と都合の悪い精神病者を分けるだけ）と批難している。

### 認定条件
認定条件は日本国政府が示した「精神障害者保健福祉手帳障害等級判定基準」によりつつも都道府県、政令指定都市で幅広い裁量があるため、行政行為としての信頼性と安定性を損なっている、障害者施策の推進に手帳が役に立っていない（実質生活保護の障害加算の決定程度）、精神保健及び精神障害者福祉に関する法律には、身体障害者福祉法第15条に定めている指定医制度のような制度がなく、精神科医でなく事実上知識が浅くても、手帳申請用の診断書が書けてしまい、その診断書によって正しい判定がされず、精神障害者の権利侵害につながるなどが指摘されている。

### 税金関係
精神障害者保健福祉手帳を持っていることにより、所得税や住民税などの控除を受けていた労働者が、何らかの理由で手帳が失効した場合、税金負担が一般と全く同じになり、生活が圧迫される。

### 判定基準
精神障害者保健福祉手帳の判定の基準が、未だに旧式の「国際障害分類（ICIDH）」に則っていることに対して、批判がある。障害については、21世紀を迎えた現在では、国際連合の世界保健機関が制定した「国際生活機能分類（ICF）」の基準が広まっているからである。

## 不正事件
2009年（平成21年）に、神奈川県にて携帯電話料金の障害者割引目的での手帳偽造事件が発覚している。2014年（平成26年）には、受け取る障害年金の額を上げようと目論んで、医師の診断書を偽造する事件が発覚した。

## 通院医療費公費負担制度との関係
障害者自立支援法が施行される前まで、精神保健及び精神障害者福祉に関する法律（精神保健福祉法）第32条により精神科通院医療費の一部を公金にて負担した制度があった。この制度の申請時にこの手帳が交付されている者は医師の診断書が不要であった。